# Warthen (Géorgie)
Warthen est une census-designated place située dans le comté de Washington, dans l’État de Géorgie, aux États-Unis. Lors du recensement de 2020, elle comptait 132 habitants.